# Estação Rue de la Pompe
Rue de la Pompe é uma estação da linha 9 do Metrô de Paris, localizada no 16.º arrondissement de Paris.

## Localização
A estação está situada no cruzamento da rue de la Pompe e da avenue Georges-Mandel.

## História
A estação foi inaugurada em 1922.
Esta rua antiga da vila de Passy figura nos arquivos de 1730 como um caminho contornando os muros do Castelo de la Muette. Ele levava a um dos portões do recinto que cercava o Bois de Boulogne. Chamado de Vieux-Chemin, ele foi transformado no final do século XVIII em rua e tomou o nome da Bomba que alimentava este mesmo castelo de la Muette.
Em 2011, 3 081 914 passageiros entraram nesta estação. Em 2012, foram 3 176 907 passageiros e 3 138 962 passageiros em 2013, o que a coloca na 167ª posição das estações de metrô por sua frequência em 302.

## Serviços aos Passageiros

### Acessos
A estação tem um único acesso chamado "Allée Maria-Callas", composto por duas escadas fixas estabelecidas costas com costas à direita do n° 56 da avenida Georges-Mandel. Cada um é embelezado com uma balaustrada do tipo Dervaux e o mais próximo da esquina com a rue de la Pompe é adornado com um candelabro Val d'Osne .

### Plataformas
Rue de la Pompe é uma estação de configuração padrão: ela possui duas plataformas laterais separadas pelas vias do metrô e a abóbada é elíptica. A decoração é do estilo usado pela maioria das estações de metrô: a faixa de iluminação é branca e arredondada no estilo "Gaudin" da renovação do metrô da década de 2000, e as telhas em cerâmica brancas biseladas recobrem os pés-direitos, a abóbada e o tímpano. Os quadros publicitários são em faiança de cor de mel e o nome da estação é também em faiança. Os assentos são do estilo "Motte" de cor vermelha.

### Intermodalidade
A estação é servida pelas linhas 52 e 63 da rede de ônibus RATP na parada Pompe - Mairie du 16e. Ela está além disso em correspondência com a estação de Avenue Henri Martin (da linha C do RER), situada a uma distância de cerca de 400 metros via avenue Henri-Martin. Esta correspondência é incluída no mapa do RER C, sem distinção particular. Por outro lado, não aparece nos planos da linha 9 e do metrô, a correspondência podendo ser feita nas seguintes estações para cada uma das duas linhas (La Muette para a linha 9 e Boulainvilliers para o RER C). No entanto, esta última correspondência não é usada durante as obras do RER C, a estação de Boulainvilliers sendo então inacessível, caso em que a primeira correspondência mencionada acima por via pública para a estação de Avenue Henri-Martin é preferível para ser feita uma correspondência entre as duas linhas.

## Pontos turísticos
- Lycée Janson-de-Sailly
- Prefeitura do 16.º arrondissement

## Cultura
- François-Marie Banier, Les Femmes du métro Pompe, Gallimard, 2006.